# کرین مک مستر
کرین مک مستر (انگلیسی: Keryn McMaster؛ زادهٔ ۱۹ سپتامبر ۱۹۹۳) ورزشکار ورزش شنا اهل نیوزیلند است.
وی در مسابقات کشوری و بین‌المللی در مجموع برندهٔ ۱ مدال طلا و ۱ مدال برنز شده‌است.